# Házy Alajos
Házy Alajos (Székesfehérvár, 1825. december 12. – Lovasberény, 1909. szeptember 23.) római katolikus plébános.

## Élete
Veszprémben végezte gimnáziumi tanulmányait, majd a teológiát. 1849. május 20-án Szombathelyen miséspappá szentelték; azután Igalon, Törökkoppányban, Marcaliban, majd 1853 szeptemberétől Nagykapornakon volt káplán, majd 1854 októberétől Gelsén ideiglenes adminisztrátor; később Zalaszentgróton, 1858 márciusától Pápán, 1862 februárjától Keszthelyen volt káplán. 1863-tól plébános Tüskeváron, Veszprém vármegyében, 1879. december 31-én történt lemondásáig. Ezt követően mint kiérdemült plébános nyugalomban élt Lovasberényben.

## Munkái
- Ájtatossági kalauz. Az év minden részeire és ünnepeire alkalmazott imádságok és szent énekekből szerkesztette. Pest, 1871.
- A pálosrend jenő-tüskevári zárdájának története. Szombathely; 1878.